# Ghaith Rashad Pharaon
Ghaith Rashad Pharaon (arabul: غيث رشاد فرعون, Rijád, 1940. szeptember 7. – Bejrút, 2017. január 6.) Szaúd-arábiai üzletember, bankár, egykor a Nemzetközi Kereskedelmi és Hitelbank (angolul: Bank of Credit and Commerce International) képviselője.

## Családja
Ghaith Pharaon egyik fia Laith Pharaon.

## Életrajz
1958 és 1961 között a Colorado School of Mines oktatási intézményben tanult. 1961 és 1963 között a Stanford Egyetemen, majd 1963 és 1965 között a Harvard Business Schoolnál tanult.
Apja szaúdi nagykövetként működött Európában, ő pedig az 1970–80-as évekre a globális olajipar és a bankszektor egyik ismert szereplőjévé vált. Ebben az időszakban a második legnagyobb szaúdi befektetőként tartották számon az Egyesült Államokban. Itt az BCCI Bank nevében eljárva egy 1977-es bankfelvásárlási csalásban volt kulcsszereplő, ám a kivizsgálás elől elmenekült.
1975-ben meghatározó részesedést vásárolt a Bank of the Commonwealth-ba.
1991-ben a Nemzetközi Kereskedelmi és Hitelbank – aminek Ghaith Pharaon volt a képviselője – összeomlott. Emiatt 1991. november 15-én az Amerikai Egyesült Államokban vádiratot nyújtottak be Ghaith Pharaonnal kapcsolatban. Alan Kay amerikai bíró még aznap kiadta az elfogatási parancsot Pharaon ellen. A nemzetközi botrányt John Kerry szenátor is vizsgálta, aki 600 oldalas jelentést írt a történtekről, amiben a Nemzetközi Kereskedelmi és Hitelbankot nemzetek feletti bűnszervezetként írja le.
A Szövetségi Nyomozóiroda körözési listáján és az Interpol vörös riasztási listáján szerepel. A nyilvános körözési és vörös riasztási listán nem szerepel. Eric Watnik – az Amerikai Egyesült Államok budapesti nagykövetségének diplomatájának – elmondása szerint ennek az az oka, hogy túl régi az elfogatóparancs. Az Amerikai Egyesült Államok szenátusának vizsgálóbizottsága a Pharaon érdekeltségébe tartozó Bank of Credit and Commerce International-t 1992-ben megvádolta terrorizmus támogatásával, nukleáris technológiával való kereskedéssel, illegális bevándorlás és prostitúció elősegítésével, fegyverkereskedelemmel, csalással, pénzmosással és vesztegetéssel.
Ghaith Pharaon 2007-ben megszerezte az algériai International Bulk Carriers egyik leányvállalatának, a CNAN Csoportnak a részesedésének az 51%-át. 2011 januárjában az International Bulk Carriers hajóját, az MV Blida-t a szomáliai kalózok elrabolták a legénységgel egyetemben. (A hajó legénysége 27 tengerészből állt, ebből 17 algériai.) A szomáliai kalózok váltságdíjat követeltek a hajóért és a legénységért. Ghaith Pharaon 2011 novemberében kifizette a szomáliai kalózok váltságdíját. A váltságdíj 2 600 000 amerikai dollár volt.

### Ghaith Pharaon Magyarországon

#### Vízuma és tartózkodási engedélye
Ghaith Pharaon vízumkérelméről számos adat jelent meg. Lázár János a 2016. november 3-án megtartott 68. kormányinfón azt mondta, hogy Pharaon 2014. október 24-én nyújtotta be vízumkérelmét a bejrúti magyar nagykövetségen. Később, az Országgyűlés november 7-i plenáris ülésén Lázár János már 2014. október 1-jét adta meg, mint Pharaon vízumkérelmének benyújtásának napját. November 10-én, a 69. kormányinfón Lázár János többek között elmondta, hogy Pharaon 2014 októberében két alkalommal nyújtott be vízumkérelmet.
November 16-án Harangozó Tamás és Demeter Márta írásban intézett kérdésére („Melyik külképviselet adta ki a vízumot és mikor Ghaith Pharaon számára?”) Szijjártó Péter azt írta, hogy Jordánia budapesti tiszteletbeli konzulja (Zaid Naffa) kért szóbeli jegyzékben vízumot Ghaith Pharaon számára. Szijjártó továbbá leírta, hogy a vízumeljárás lefolytatását követően, 2014 októberének közepén a bejrúti konzulátus kiállította a vízumot. Ezt követően, még 2014-ben Pharaon tartózkodási engedély iránti kérelmet nyújtott be az annak átvételére illetékes külképviseleten.
December 5-én Harangozó Tamás és Demeter Márta írásban intézett kérdésére („Milyen vízummal érkezett Magyarországra Ghaith Pharaon?”) Szijjártó Péter azt írta, hogy 2014. október 1-jén Bejrútban schengeni vízumkérelmet nyújtott be Ghaith Pharaon. A vízumeljárást Zaid Naffa tiszteletbeli konzul kezdeményezte jegyzék útján, melynek beadására Bejrútban került sor. Szijjártó válasza szerint Ghaith Pharaon tartózkodási engedélyének kérelme 2014. november 24-én let beadva, a tartózkodási engedély átvételére jogosító D vízumot pedig az ammáni konzulátus adta ki december elején.
Demeter Márta az Index internetes hírportálnak elmondta, hogy Ghaith Pharaon a vízumigénylésébe beleírta az Orbán Viktor miniszterelnökkel való találkozót is, ami a Zaid Naffa által szervezett, Jordánia budapesti képviseletének díszvacsoráján történt meg. Demeter Mártának, mint országgyűlési képviselőnek lehetősége volt megtekinteni a Külgazdasági és Külügyminisztériumban levő vízumigénylésével kapcsolatos adatokba.
A Terrorelhárítási Központ igazgatója, Hajdu János által Demeter Mártának írt levél szerint 2016 februárjában Ghaith Pharaon honosítási kérelmet nyújtott be a Bevándorlási és Állampolgársági Hivatalnál.

#### Magyarországi tartózkodása és tevékenysége
2015-ben a Buddha Bárban befektetési szándékkal tárgyalt Tarsoly Csabával a Csepel-szigetre tervezett Duna City projektről. Ghaith Pharaont a Külgazdasági és Külügyminisztérium és a Nemzeti Befektetési Ügynökség közvetítette Tarsoly Csabához. A Külgazdasági és Külügyminisztérium és a Nemzeti Befektetési Ügynökség projektlistáján mintegy 50 nemzetközi sztenderdek szerint minősített projekt közül választotta Pharaon a Duna City projektet.
Időközben Budapesten a Cinege utca 4. és 6. házszámok alatt levő ingatlanokat megvásárolta a Pharaon cégcsoportba tartozó Pharaon-Delta Fejlesztési Kft. Az ingatlanok érdekessége, hogy a Cinege utca 5. házszám alatt Orbán Viktor tulajdonában levő ingatlan van.

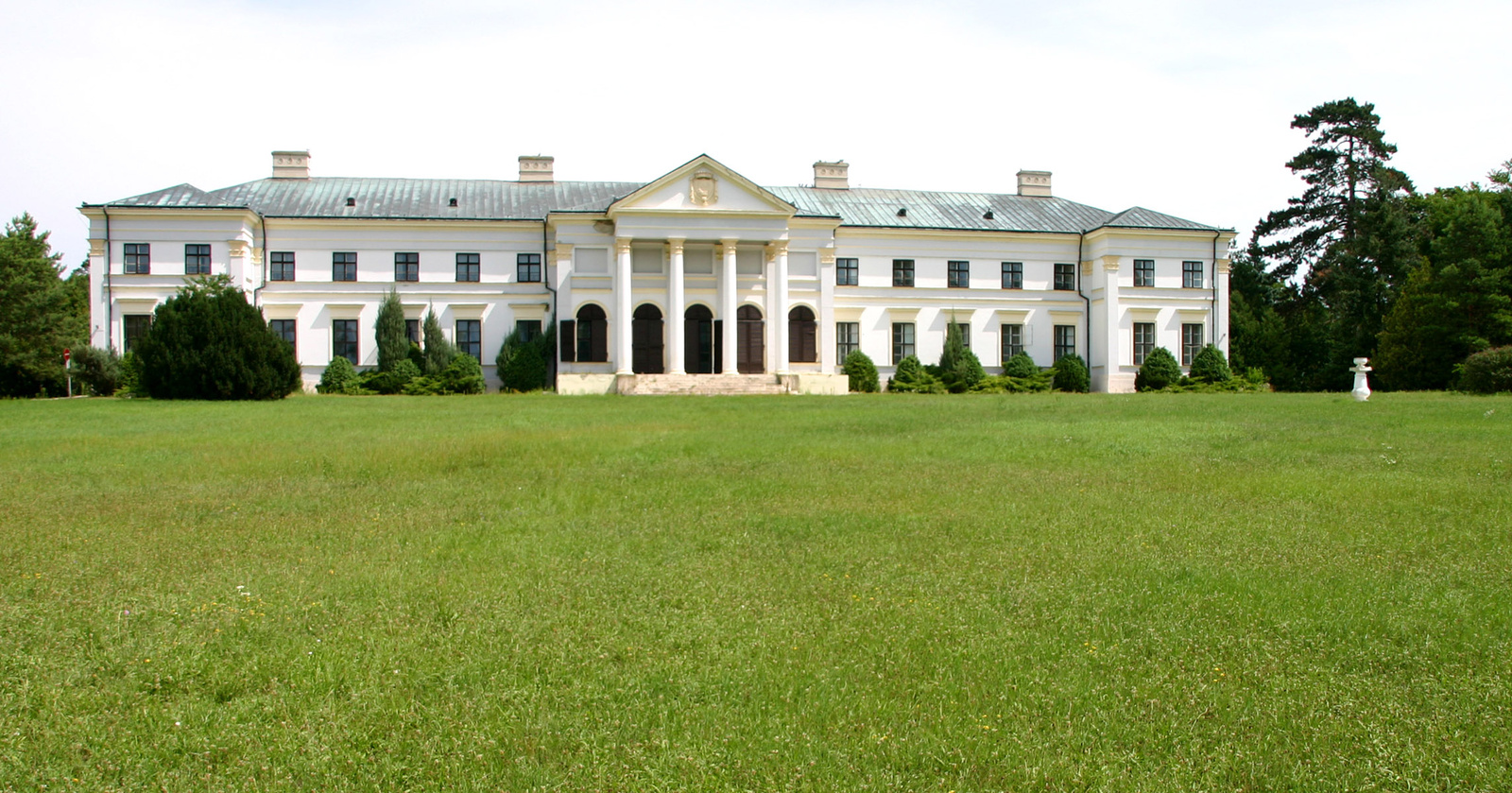
A seregélyesi Zichy–Hadik-kastély

Pharaon járt a 2015. szeptember 12-én megtartott szőlőhegyi szüreti felvonuláson. Erdélyi Péter, a 444.hu újságírója szerint a Seregélyesi Kisbíróban jelent meg 25 év után először sajtófotó Ghaith Pharaonról, ami a szőlőhegyi szüreti felvonuláson készült. A seregélyesi Zichy–Hadik-kastély a Pharaon-Alfa Befektetési Kft. tulajdonába tartozik, ami a Pharaon cégcsoport tagja és Ghaith Pharaon érdekeltségébe tartozik.

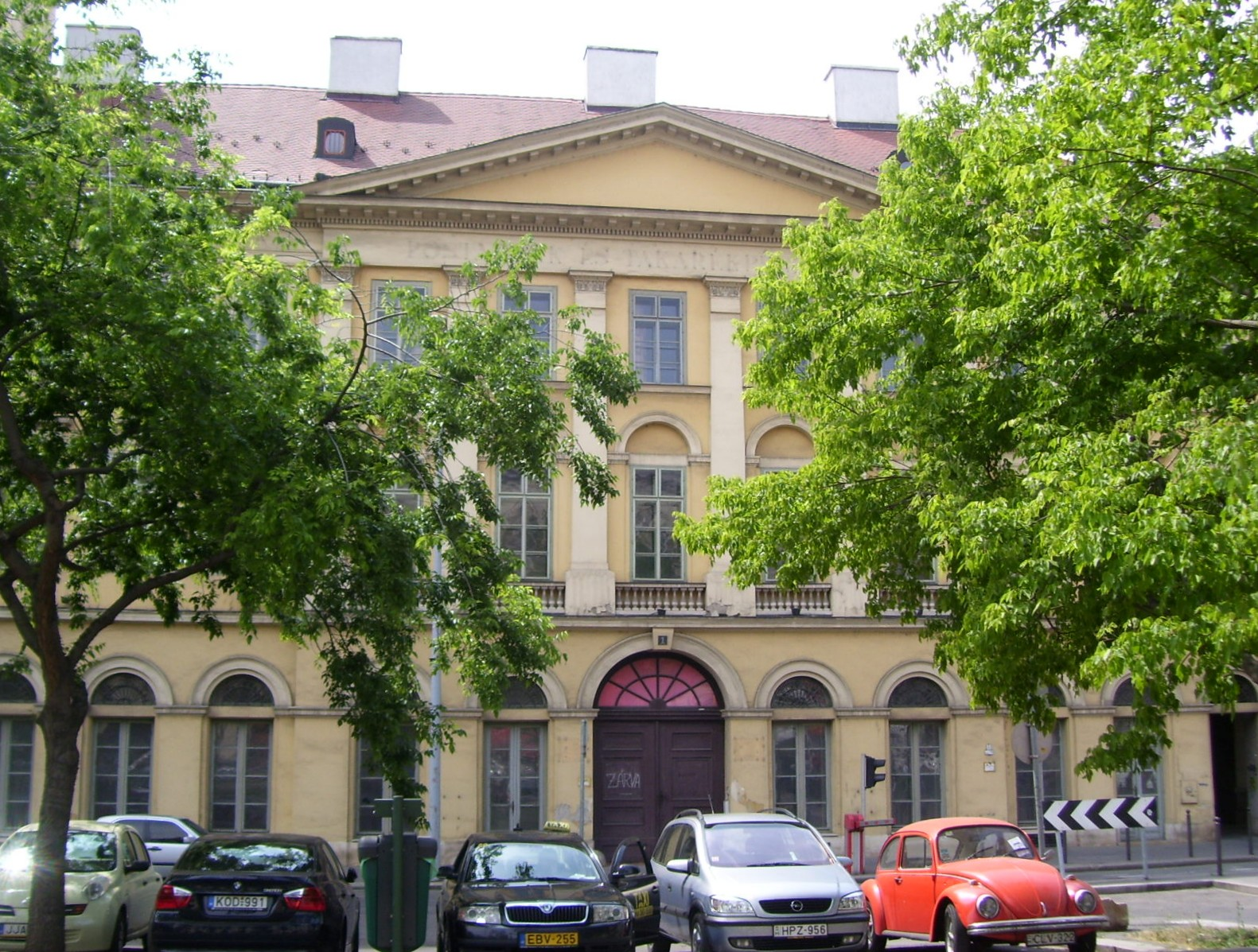
A József Nádor tér 1.

2015-ben az AMX Nador House Hungary Kft. a budapesti József nádor tér 1. cím alatt levő ingatlan tulajdonosa lett. Az AMX Nador House Hungary Kft. céget 2016 márciusában megvásárolta Ammar Mahmoud Abu Namous (Pharaon ügyvédje és megbízottja), aki átnevezte a céget Pharaon-Kappa Befektetési és Tanácsadó Kft-re.
2016. október 24-én Harangozó Tamás az Országházban megkérdezte Orbán Viktort, hogy találkozott-e Ghaith Pharaonnal. Orbán Viktor elmondása szerint a Jordánia budapesti képviseletének díszvacsoráján találkozott Pharaonnal. Orbán Viktor elmondása szerint a Ghaith Pharaon körül kialakult ügy egy amerikai titkosszolgálati játszma. Orbán hozzátette az Országházban elmondott válaszában, hogy Ghaith Pharaon beutazásával kapcsolatban egyetlen schengeni ország sem emelt kifogást. Colleen Bell az ATV Szabad szemmel című műsorában kijelentette, hogy nincs semmiféle titkosszolgálati játszma.
Ha valakit keres az FBI, akkor hogy maradhat 24 éven keresztül szabadlábon úgy, hogy közben többször megfordul Európában?
2016. október 30-án Varju László, a Demokratikus Koalíció politikusa közleményében kijelentette: „mivel a kormány nemzetközileg is ismert bűnözőkkel üzletel” a Demokratikus Koalíció mindent megtesz, hogy megvédje Magyarországot. Varju László nyilatkozatában közölte, hogy a Demokratikus Koalíció értesíteni fogja a Szövetségi Nyomozóirodát, az Interpolt és a magyarországi nyomozó szerveket Ghaith Pharaon magyarországi tartózkodásáról.

### Rashad Pharaon Alapítvány
A Ghaith Rashad Pharaon alapítványa – a Rashad Pharaon Alapítvány – pénzügyileg támogatja a Szíriai Nemzetközi Akadémia az Oktatásért és Fejlesztésért szervezet keretében történő tudományos és oktatási munkát. A Rashad Pharaon Alapítvány támogatja a média és PR, illetve a nemzetközi és diplomáciai ügyek szakokon tanuló hallgatókat a tandíjukban. A Rashad Pharaon Alapítvány támogatását elnyerendő interjún is részt kell vennie a diáknak.

### Halála
2017. január 7-én a magyar sajtóban megjelent a hír, miszerint Dr. Ghaith Rashad Pharaon elhunyt. A Dhow Net Twitter-oldalon megjelent hír szerint egy 76 éves Dr. Ghaith Rashad Pharaon hunyt el. A magyar sajtóban ez alapján azt a konzekvenciát vonták le, hogy az üzletember Dr. Ghaith Rashad Pharaon hunyt el, aki többek között Magyarországon is járt. Az Origónak magyarországi kormányzati források is megerősítették Dr. Ghaith Rashad Pharaon halálhírét.
Tarjányi Péter biztonsági szakértő szerint nem teljesen kizárható, hogy Pharaon nem halt meg. Tarjányi szerint „nem elképzelhetetlen, hogy Pharaon egy új személyazonossággal eltűnt a rivaldafényből”.
A HVG megkereste a pakisztáni Attock Csoportot Ghaith Rashad Pharaon halálhírével kapcsolatban, amely vállalatcsoportnak Pharaon az elnöke. Az Attock Csoport közlése szerint Ghaith Rashad Pharaon 2017. január 6-án hunyt el. A HVG 2017. január 11-én közölt le cikket az Attock Csoport válaszával.

## Ajánlott irodalom
- Robert Mazur: A drogbárók bankára. (magyarul) Szlukovényi Katalin (fordító). Budapest: Twister Media Kft. 2017.   384. o. ISBN 9786155631368